# Station Veenendaal-De Klomp
Station Veenendaal-De Klomp is een spoorwegstation aan de Rhijnspoorweg (Utrecht - Arnhem), in het Gelderse dorp De Klomp (gemeente Ede). Het Utrechtse Veenendaal ligt op een kilometer van het station (tweeënhalve kilometer naar het centrum). Het station is het drukste van Veenendaal.
Het heeft twee perrons in bajonetligging.

## Geschiedenis
De Klomp was, voor de komst van de spoorweg, een stopplaats door de diligence Utrecht - Arnhem. Bij de herberg De Klomp werden de paarden gewisseld. Op 15 maart 1845 werd de spoorlijn Driebergen - Veenendaal geopend, enkele maanden later gevolgd door de verlenging naar Arnhem. Het station werd vlak bij de toenmalige herberg gebouwd en is het oudste treinstation van Gelderland.
Aanvankelijk werd het station slechts uitgerust met een directiekeet. Later werd het uitgebreid met onder meer wachtvertrekken, een bureau voor de stationschef, een goederenloods en een dienstwoning. In 1924 werd er een bedieningsinrichting bijgebouwd.
Omdat het station op ruime afstand van Veenendaal ligt, waren de inwoners van die plaats aangewezen op een andere vorm van transport om zich van en naar het station te begeven. In 1901 werden plannen gemaakt een spoorlijn aan te leggen tussen De Klomp en Veenendaal; vanwege te hoge kosten kwam het niet verder dan de ontwerpfase. Ook een tweede plan voor een spoorlijn van De Klomp naar Veenendaal en Elst bleek niet haalbaar. 
Station Veenendaal-De Klomp kreeg de beschikking over een emplacement met een laad- en losplaats. Voor de locomotieven bestond er de mogelijkheid water in te nemen. Na circa 1970 is het emplacement opgeheven en later een parkeerplaats voor auto's geworden.
In de Tweede Wereldoorlog raakte het stationsgebouw zwaar beschadigd. In 1962 werd het beschadigde station afgebroken en vervangen door nieuwbouw. Dit stationgebouwtje, ontworpen door Cees Douma, bood onderdak aan een wachtruimte, dienstruimte en fietsenstalling. Begin 2011 is een deel ervan afgebroken.

## Het huidige station
Het huidige station was voorzien van een ruime loketruimte. Ook in de beginfase werd de overweg vanuit het station elektrisch bediend, maar werd bij modernisering van het spoor en seinwezen geautomatiseerd. Wegens bezuinigingen eind jaren 80 en in de jaren 90 viel Veenendaal-De Klomp ten prooi van sluiting van het loket nadat de openingstijden beperkt werden. Veenendaal-De Klomp zou volgens het oude Rail 21 concept worden opgewaardeerd worden tot IR-station, maar door de liberalisering van de Spoorwegen werd dit plan niet uitgevoerd. In 2006 is het station alsnog opgewaardeerd volgens het nieuwe concept van het huidige NS Reizigers. Het station werd bediend door intercity's met de invoering van de dienstregeling 2007. Hierdoor is de reistijd naar Utrecht en Arnhem afgenomen met 10 minuten. In het stationsgebouw is een kiosk gevestigd. Dit werd mogelijk gemaakt door afbraak en verbouwing van de voormalige loketruimte. De parkeerplaats bij het station werd aanzienlijk uitgebreid. Vanaf de nabijgelegen A12 worden automobilisten gewezen op de overstapmogelijkheden op de trein. In 2008 werd nabij het station een op- en afrit gerealiseerd om de bereikbaarheid van het station vanaf de snelweg te verbeteren. In 2015 is aan de zuidzijde van het station een nieuwe parkeerplaats gerealiseerd.

## Afbeeldingen

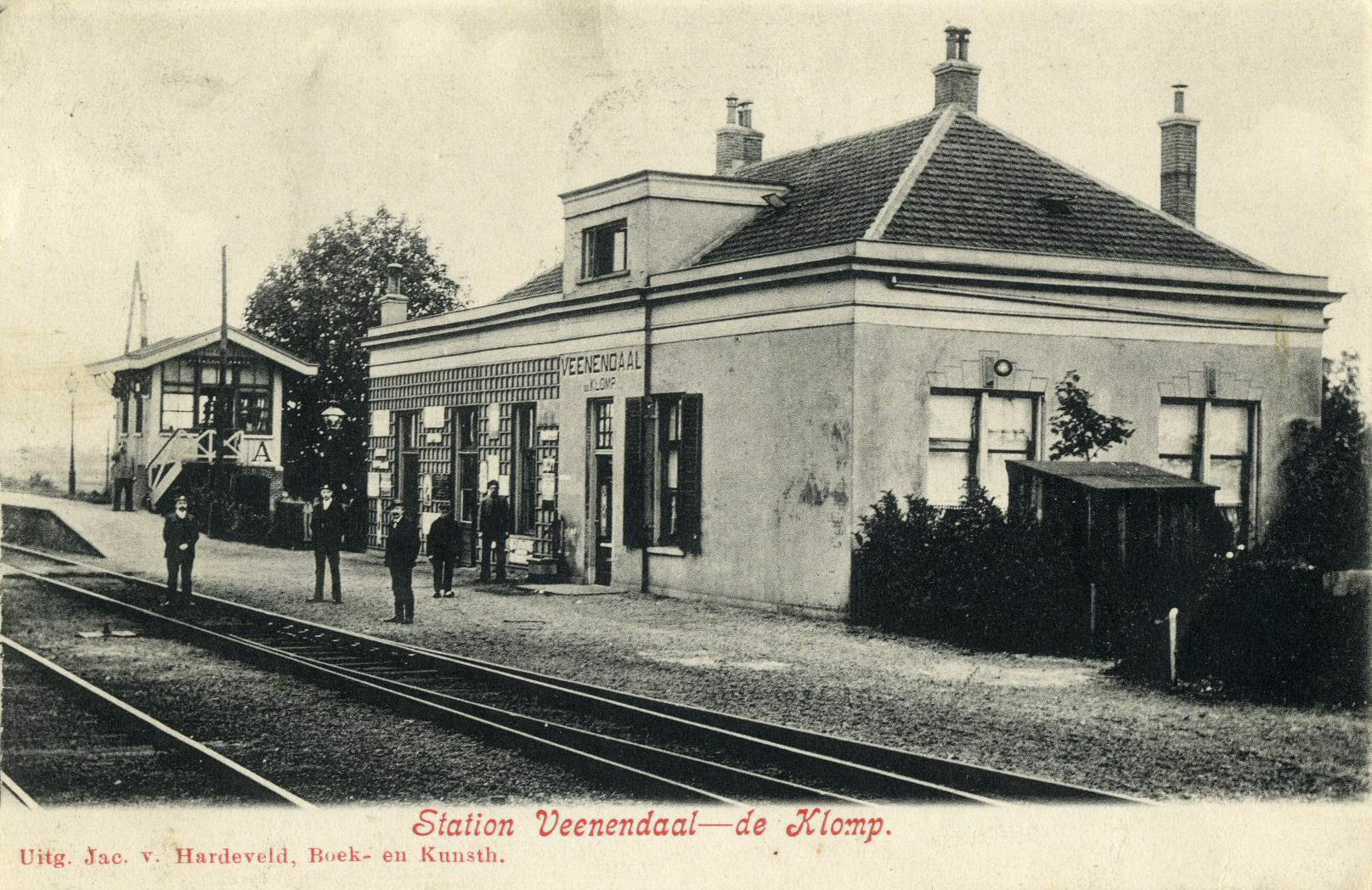
Station rond 1904-1907
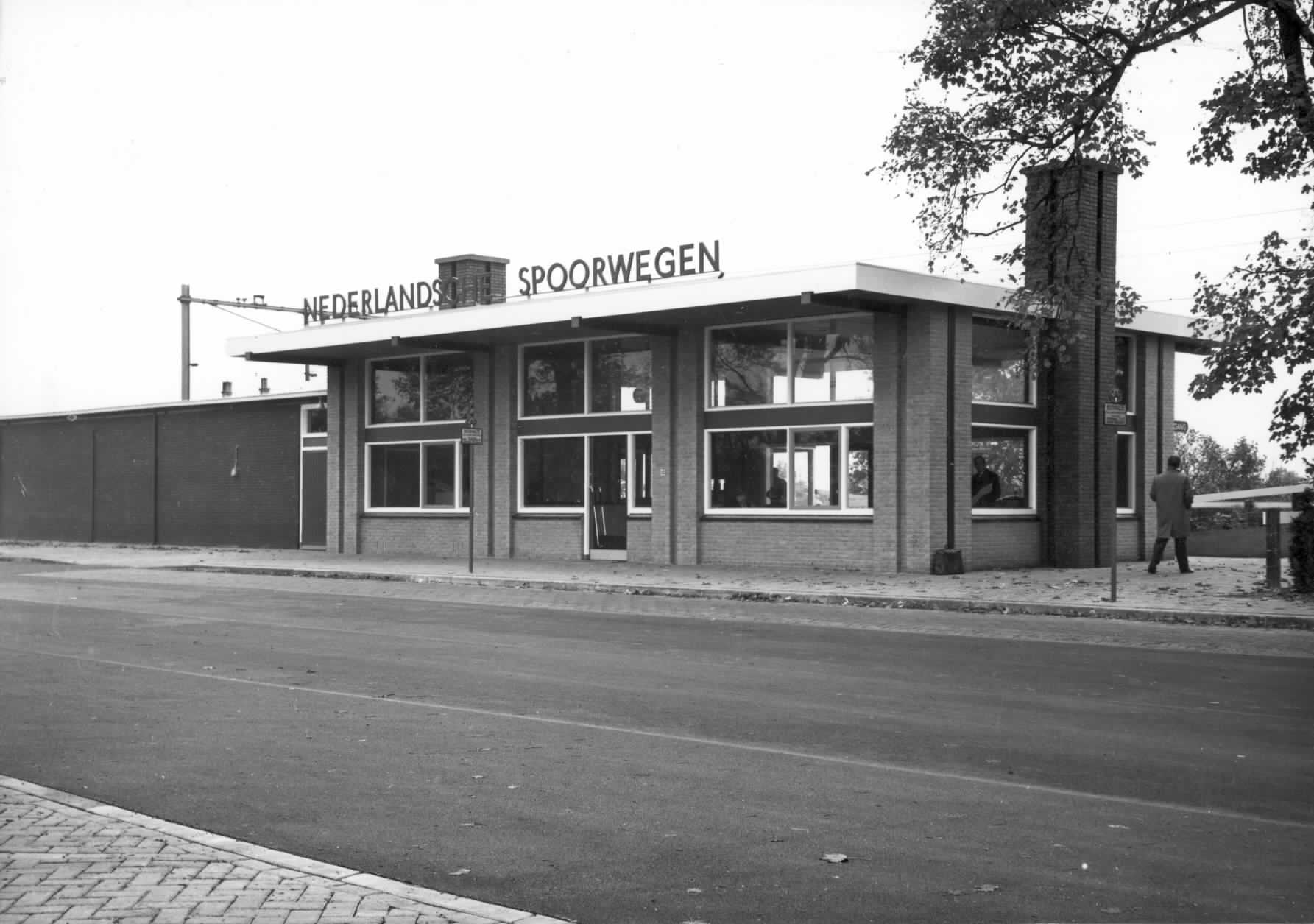
Station in 1962
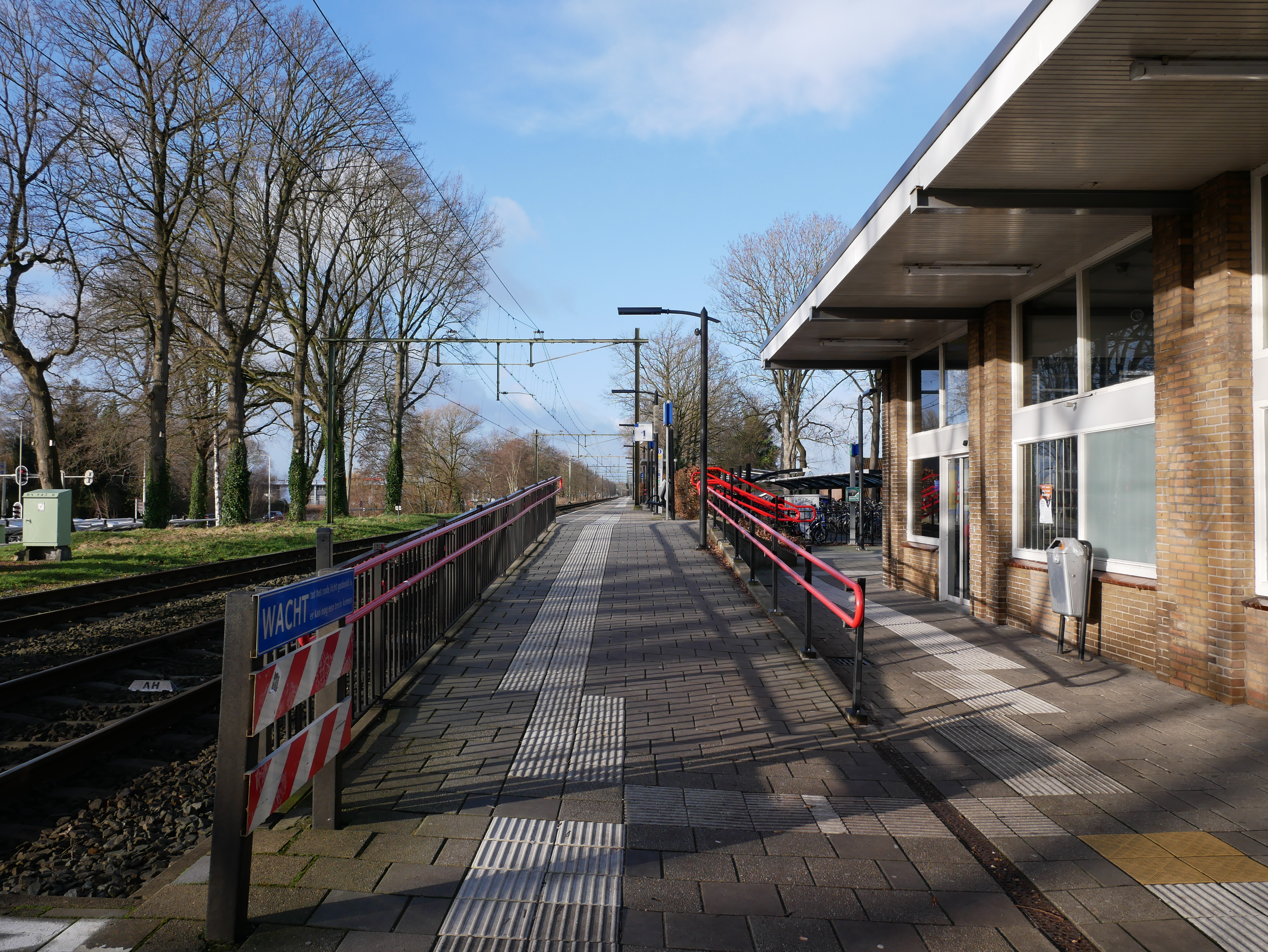
Perron met spoor 1
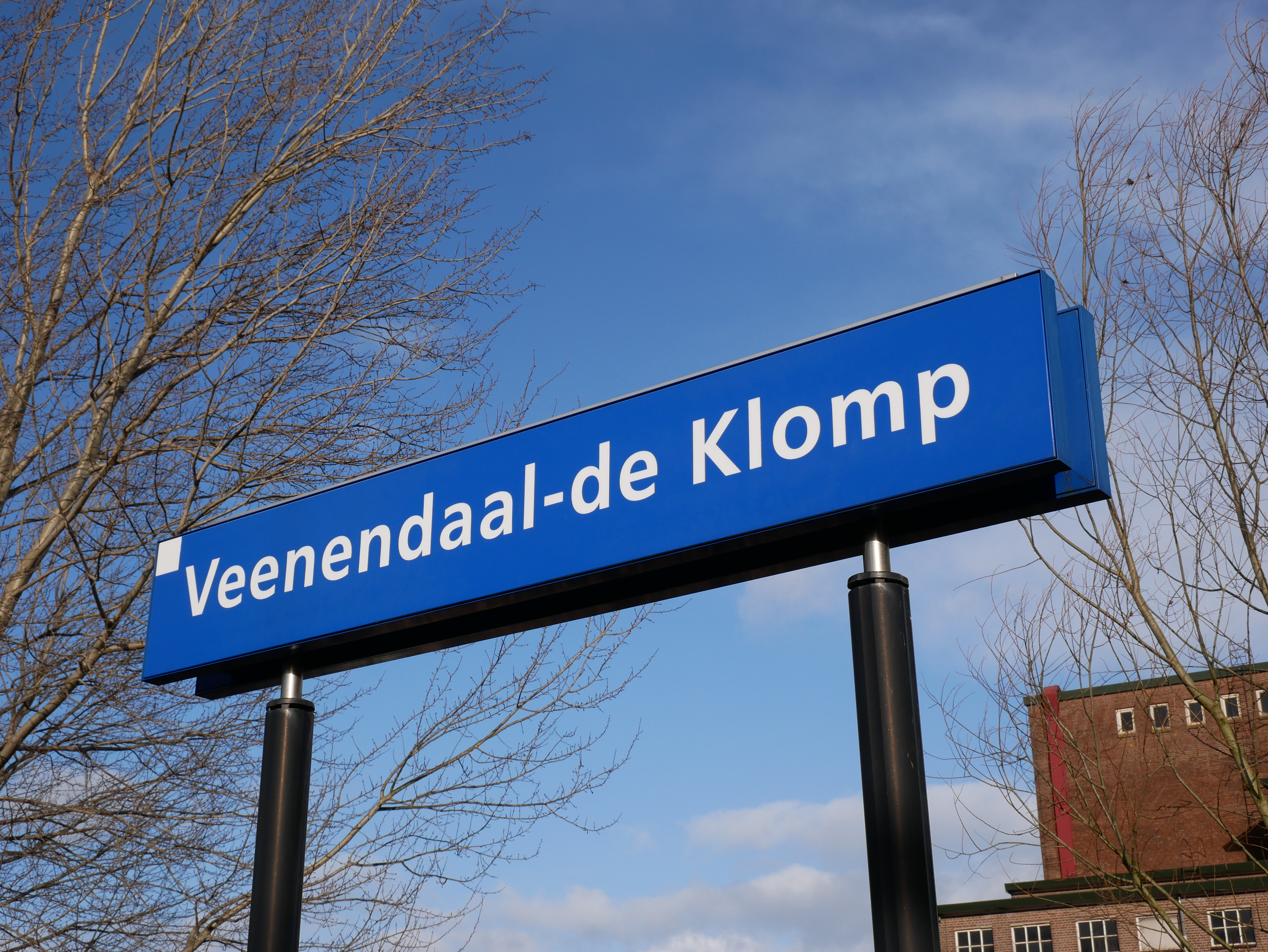
Stationsbord
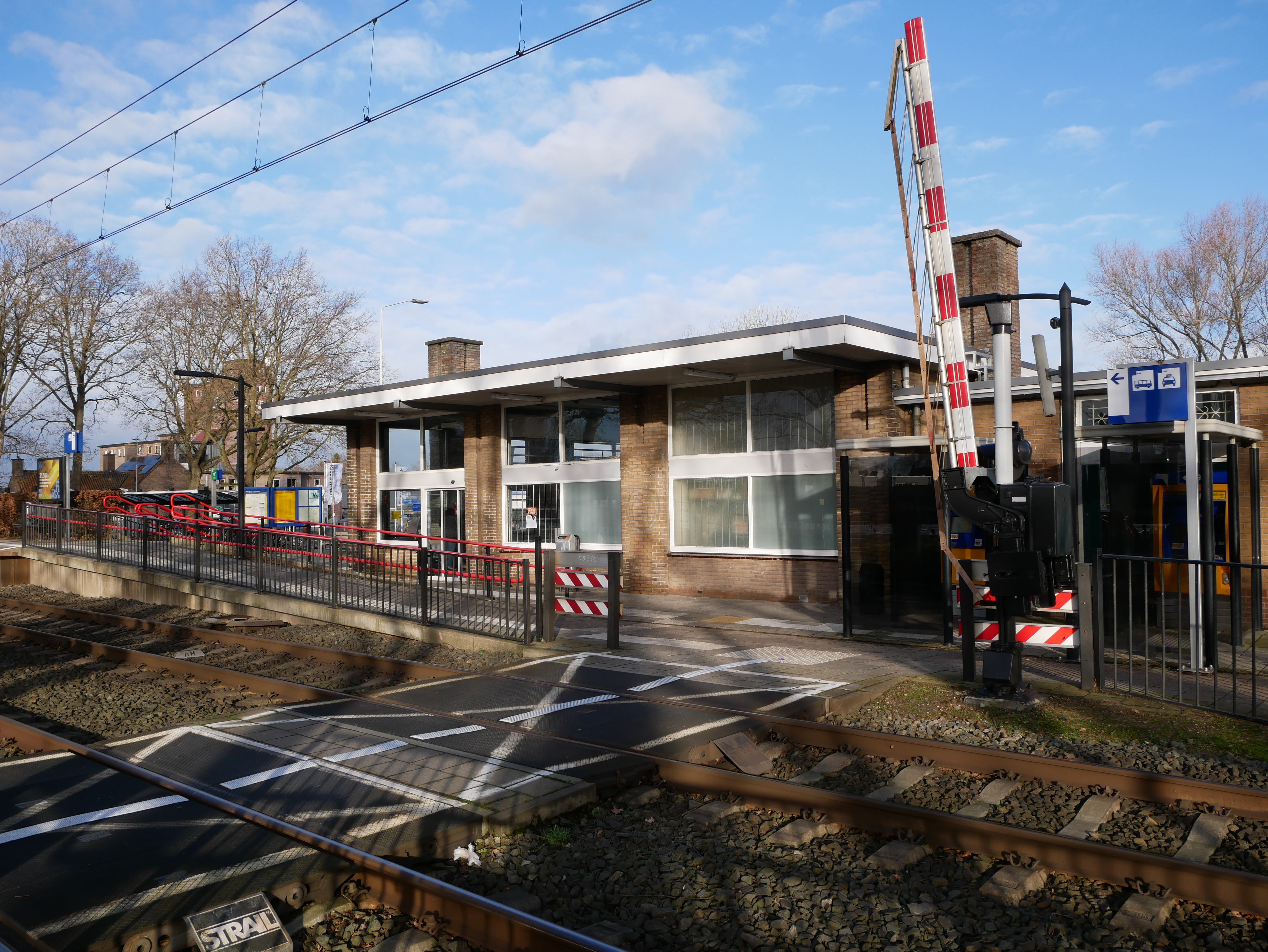
Stationsgebouw (2023)
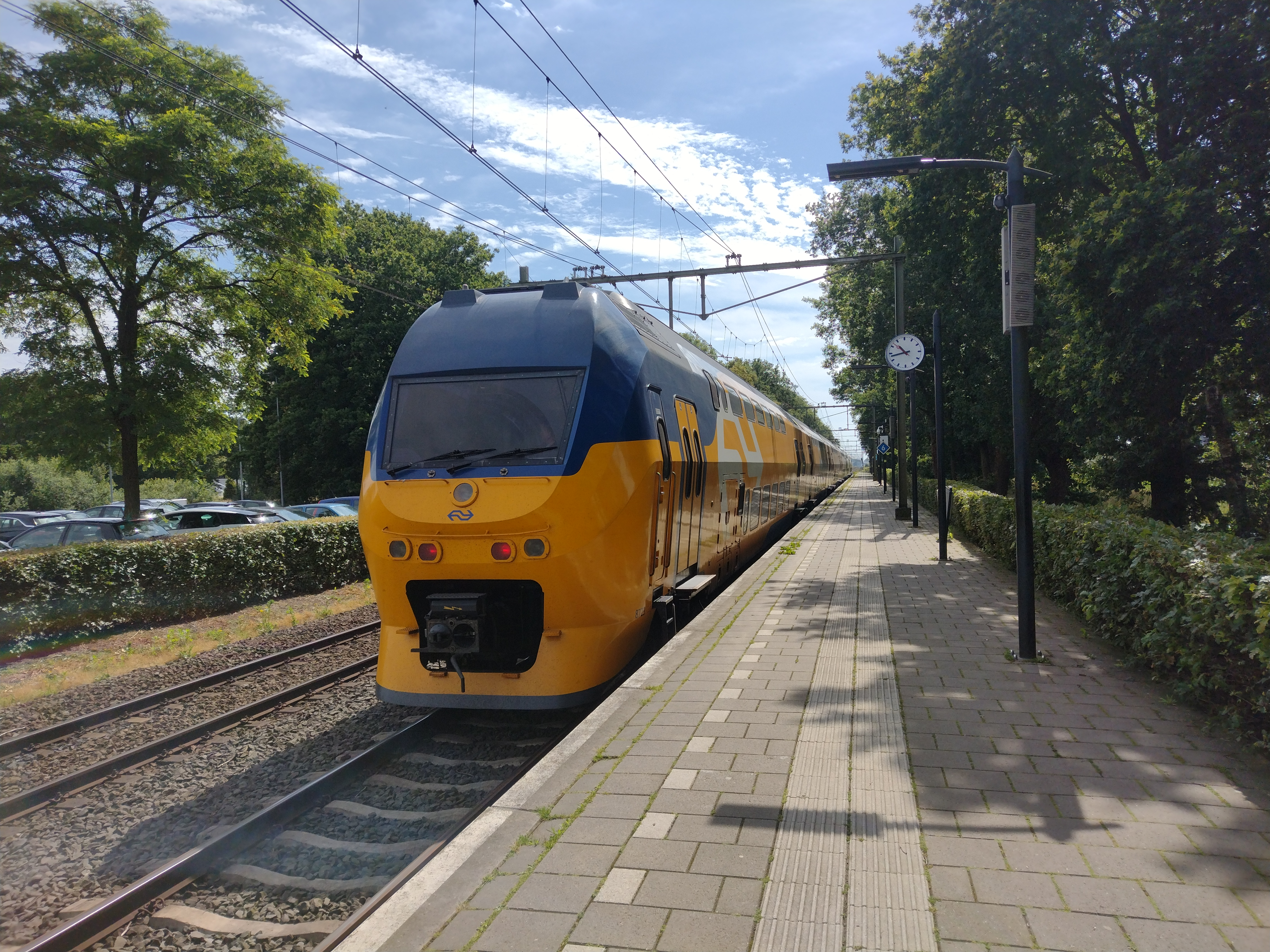
VIRMm2/3 op het station

## Bediening

### Trein

#### Jaren '70, '80
- Stoptrein Den Haag CS – Gouda – Utrecht – Arnhem – Dieren – Zutphen
- Stoptrein Rotterdam CS – Gouda – Utrecht – Arnhem – Nijmegen (deze vleugeltreinen werden in Gouda en in Arnhem gesplitst en gecombineerd)

#### Jaren '90
- Stoptrein Utrecht CS – Arnhem – Dieren – Zutphen

#### Eind jaren 90 tot 10 december 2006
- 2000 Sneltrein Den Haag Centraal/Rotterdam Centraal – Utrecht Centraal – Arnhem (alleen buiten de spitsuren)
- 7500 Stoptrein Utrecht Centraal – Arnhem (alleen in de spitsuren)

#### Heden
| Serie | Treinsoort     | Route | Bijzonderheden |
| ----- | -------------- | --- | --- |
| 3000  | Intercity (NS) | Nijmegen – Arnhem Centraal – Ede-Wageningen – Veenendaal-De Klomp – Driebergen-Zeist – Utrecht Centraal – Amsterdam Centraal – Zaandam – Alkmaar – Den Helder              | Veenendaal-De Klomp wordt alleen na 19:00 bediend door deze serie. |
| 3100  | Intercity (NS) | Den Haag Centraal – Leiden Centraal – Schiphol Airport – Amsterdam Bijlmer ArenA – Utrecht Centraal – Veenendaal-De Klomp – Ede-Wageningen – Arnhem Centraal – Nijmegen    | Rijdt na circa 22:30, zaterdagochtend tot circa 9:00 en op zondagochtend tot circa 10:00 niet tussen Nijmegen en Utrecht Centraal v.v. Stopt alleen van vrijdag t/m zondag tot circa 19:00 te Veenendaal-De Klomp. |
| 3200  | Intercity (NS) | Arnhem Centraal – Ede-Wageningen – Veenendaal-De Klomp – Utrecht Centraal – Amsterdam Zuid – Schiphol Airport – Leiden Centraal – Den Haag HS – Delft – Rotterdam Centraal | Stopt niet te Schiedam Centrum. Rijdt alleen van maandag tot en met donderdag tot circa 19:00. |
| 21430 | Intercity (NS) | Utrecht Centraal – Driebergen-Zeist – Veenendaal-De Klomp – Ede-Wageningen – Arnhem Centraal – Elst – Nijmegen                                                             | Nachtnet. Rijdt alleen in de nachten van vrijdag op zaterdag en zaterdag op zondag. Stopt richting Utrecht Centraal niet in Veenendaal-De Klomp en Driebergen-Zeist.                                               |

### Bus
Het station wordt bediend door lijnbussen naar o.a. Amersfoort, Zeist, Ede, Rhenen en de twee andere Veenendaalse stations, Veenendaal Centrum en Veenendaal West:
| Lijn          | Route | Vervoerder            | Bijzonderheden |
| ------------- | --- | --------------------- | --- |
| Stadsbus 5    | Veenendaal, Station De Klomp – Ede (Kernhem, station Ede-Wageningen)                                                                                 | Hermes                | |
| U-link 50     | Utrecht Centraal – Zeist – Driebergen-Zeist Station – Doorn – Leersum – Amerongen – Elst – Veenendaal (station Centrum, station De Klomp)/Wageningen | Syntus Utrecht/U-OV   | Om en om naar Veenendaal of Wageningen.                                                                                                |
| Streekbus 80  | Amersfoort Centraal – Leusden – Woudenberg – Scherpenzeel – Renswoude – Veenendaal, Station De Klomp                                                 | Syntus Utrecht        | |
| Stadsbus 83   | Veenendaal (station De Klomp, station West, station Centrum)                                                                                         | Syntus Utrecht/Hermes | Lijn 83 (Veenendaal De Klomp - Veenendaal Centrum) en lijn 85 (Veenendaal Centrum - station Ede-Wageningen) zijn aan elkaar gekoppeld. |
| Streekbus 87  | Veenendaal (station De Klomp, station Centrum, Petenbos) – Rhenen                                                                                    | Syntus Utrecht        | |
| Buurtbus 505  | Overberg – Veenendaal (station West, station Centrum, station De Klomp) – Ederveen – Lunteren – Wekerom                                              | Hermes                | Rijdt niet 's avonds en op zondag |
| Schoolbus 680 | Rhenen – Veenendaal (station Centrum, station De Klomp) – Renswoude – Woudenberg – Leusden – Amersfoort                                              | Syntus Utrecht        | 's Ochtends richting Amersfoort, 's middags richting Rhenen                                                                            |
| Schoolbus 683 | Veenendaal, Station De Klomp – Renswoude – Woudenberg – Hoevelaken                                                                                   | Syntus Utrecht        | 's Ochtends richting Hoevelaken, 's middags richting Veenendaal-De Klomp                                                               |

## Andere stations in Veenendaal
- Station Veenendaal Centrum
- Station Veenendaal West

## Ontwikkeling aantal reizigers
Het aantal door NS vervoerde reizigers (per gemiddelde werkdag) ontwikkelde zich sedert 2019 als volgt:
| Jaar | Aantal reizigers |
| ---- | ---------------- |
| 2019 | 4.712            |
| 2020 | 2.110            |
| 2021 | 2.439            |
| 2022 | 3.085            |
| 2023 | 3.832            |
| 2024 | 3.876            |

0: Amsterdam Centraal · 
1: Amsterdam Muiderpoort · 
2: Amsterdam Weesperpoort · 
3: Amsterdam Amstel · 
4: Duivendrecht · 
6: Amsterdam Arena (stadionhalte) ·
6: Amsterdam Bijlmer ArenA · 
9: Amsterdam Holendrecht ·
11: Abcoude · 
16: Vreeland · 
19: Nieuwersluis-Loenen · 
23: Breukelen · 
28: Maarssen · 
33: Utrecht Zuilen · 
35: Utrecht Centraal · 
37: Jeremiebrug · 
37: Utrecht Vaartsche Rijn · 
38: Houtenschepad · 
39: Meerveldscheweg · 
40: Vechten · 
42: Bunnik · 
47: Driebergen-Zeist · 
50: Driebergen-Austerlitz · 
53: Maarn (oud) · 
54: Maarn · 
57: Maarsbergen · 
62: Heuvelsche Steeg · 
68: Veenendaal-De Klomp · 
75: Ede-Wageningen · 
80: Buunderkamp · 
84: Wolfheze · 
88: Oosterbeek · 
92: Arnhem Centraal · 
93: Arnhem Velperpoort · 
96: Fort Westervoort · 
97: Oostzijde Brug · 
98: Westervoort · 
101: Duiven · 
105: Groessen · 
106: Zevenaar · 
111: Babberich · 
115: Elten
Huidige stations:
Aalten ·
Apeldoorn · 
-De Maten · 
-Osseveld ·
Arnhem:
-Centraal · 
-Presikhaaf · 
-Velperpoort · 
-Zuid ·
Barneveld:
-Centrum · 
-Noord ·
-Zuid ·
Beesd ·
Brummen ·
Culemborg ·
Didam ·
Dieren ·
Doetinchem · 
-De Huet · 
Duiven ·
Ede:
-Centrum ·
-Wageningen ·
Elst ·
Ermelo ·
Gaanderen · 
Geldermalsen ·
't Harde ·
Harderwijk ·
Hemmen-Dodewaard ·
Kesteren ·
Klarenbeek ·
Lichtenvoorde-Groenlo ·
Lochem ·
Lunteren ·
Nijkerk ·
Nijmegen · 
-Dukenburg · 
-Goffert · 
-Heyendaal · 
-Lent ·
Nunspeet · 
Oosterbeek ·
Opheusden ·
Putten ·
Rheden ·
Ruurlo ·
Terborg ·
Tiel · 
-Passewaaij ·
Twello · 
Varsseveld · 
Veenendaal-De Klomp · 
Velp · 
Voorst-Empe · 
Vorden · 
Wehl ·
Westervoort · 
Wezep · 
Wijchen ·
Winterswijk · 
-West · 
Wolfheze · 
Zaltbommel · 
Zetten-Andelst · 
Zevenaar · 
Zutphen
Voormalige stations: lijst van voormalige spoorwegstations in Gelderland